# خورشیدگرفتگی ۱۵ دسامبر ۲۰۳۹
خورشیدگرفتگی ۱۵ دسامبر ۲۰۳۹ (به انگلیسی: Solar eclipse of December 15, 2039) یک خورشیدگرفتگی از نوع خورشیدگرفتگی کامل است. این خورشیدگرفتگی در تاریخ ۱۵ دسامبر ۲۰۳۹ میلادی (‎۲۴ آذر ۱۴۱۸ خورشیدی) روی خواهد داد که زمان اوج آن، ساعت ۱۶:۲۳:۴۶ به‌وقت ساعت هماهنگ جهانی است. مدت زمان و طول این خورشیدگرفتگی ۱ دقیقه و ۵۱ ثانیه خواهد بود.